# گمینا سترکوو
گمینا سترکوو (به لهستانی:  Gmina Stryków) یک گمینا در لهستان است که در شهرستان ازگیش واقع شده‌است. گمینا سترکوو ۱۵۷٫۸۴ کیلومتر مربع مساحت و ۱۲٬۱۲۰ نفر جمعیت دارد.